# Meri Te Tai Mangakāhia

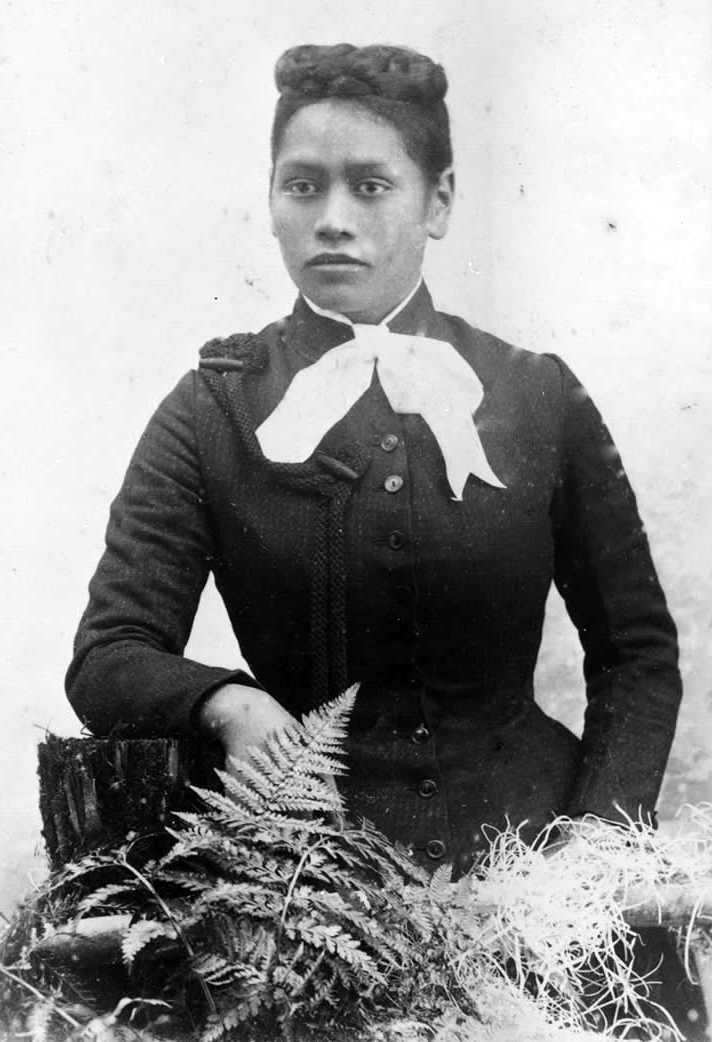
Meri Te Tai Mangakāhia (1890)

Meri Te Tai Mangakāhia (* 22. Mai 1868 nahe Whakarapa, am Hokianga Harbour, Northland, Neuseeland; † 10. Oktober 1920 in Panguru, Neuseeland) war eine maorisch-neuseeländische Suffragette.

## Leben
Meri Te Tai Mangakāhia wurde am 22. Mai 1868 in Whakarapa am Hokianga Harbour geboren. Sie stammte von drei Hapū ab, dem Ngāti Te Rēinga, dem Ngāti Manawa und dem Te Kaitūtae, die alle zu dem Iwi (Stamm) der Te Rarawa gehörten. Ihr Vater war Rē Te Tai, einem einflussreichen Stammesführer der Te Rarawa und ihre Mutter war Hana Tēra, die Meri Te Tai als ältestes Kind in der zweiten Ehe bekam. Meri Te Tai besuchte den St. Mary's Convent in Auckland und soll eine begabte Pianistin gewesen sein. In den späten 1880er oder frühen 1890er Jahren heiratete sie als dritte Frau Hāmiora Mangakāhia, der als Assessor am Native Land Court tätig und an der Te Kotahitanga-Bewegung beteiligt war, einer Bewegung, die die autonome Eigenverwaltung der Māori-Belange zum Ziel hatte. Mit ihrem Mann hatte sie vier Kinder.
Es ist nicht dokumentiert, wann Meri Te Tai Kontakt zur Bewegung der Suffragetten in Neuseeland bekam. Es ist zu vermuten, dass dies über die Women’s Christian Temperance Union New Zealand geschehen ist und in der Bewegung viele Māori-Frauen aktiv waren. Dokumentiert ist auf jeden Fall der 18. Mai 1893, an dem Meri Te Tai im Te Kotahitanga-Parlament in der Hawke’s Bay den Antrag vorbrachte, Frauen das Wahlrecht zum Parlament zu geben. Zudem forderte sie, das Māori-Frauen einen Sitz im Parlament haben sollten, da Māori-Frauen auch zum Teil eigenes Land besaßen, da ihre Männer einerseits verstorben waren, oder sie kompetenter und die besseren Verwalter des Landes waren.
Ihr Antrag im Wortlaut:

“I move this motion before the principle member and all honourable members so that a law may emerge from this parliament allowing women to vote and women to be accepted as members of the parliament.
Following are my reasons for presenting this motion that women may receive the vote and that there be women members: * There are many women who have been widowed and own much land. * There are many women whose fathers have died and do not have brothers. * There are many women who are knowledgeable of the management of land where their husbands are not. * There are many women whose fathers are elderly, who are also knowledgeable of the management of land and own land. * There have been many male leaders who have petitioned the Queen concerning the many issues that affect us all, however, we have not yet been adequately compensated according to those petitions. Therefore I pray to this gathering that women members be appointed. Perhaps by this course of action we may be satisfied concerning the many issues affecting us and our land. Perhaps the Queen may listen to the petitions if they are presented by her Māori sisters, since she is a woman as well.”

„Ich stelle diesen Antrag vor dem Hauptabgeordneten und allen ehrenwerten Mitgliedern, damit aus diesem Parlament ein Gesetz hervorgeht, das Frauen das Wahlrecht und die Aufnahme von Frauen als Abgeordnete ermöglicht.
Im Folgenden sind meine Gründe für die Einreichung dieses Antrags, dass Frauen das Wahlrecht erhalten und dass es weibliche Mitglieder gibt:
- Es gibt viele Frauen, die verwitwet sind und viel Land besitzen.
- Es gibt viele Frauen, deren Väter gestorben sind und die keine Brüder haben.
- Es gibt viele Frauen, die sich mit der Verwaltung von Land auskennen, wo ihre Ehemänner es nicht tun.
- Es gibt viele Frauen, deren Väter alt sind, die sich auch mit der Verwaltung von Land auskennen und Land besitzen.
- Es gab viele männliche Anführer, die sich mit einer Petition an die Königin gewandt haben, was die vielen Probleme angeht, die uns alle betreffen, aber wir wurden noch nicht angemessen entschädigt, wie es diese Petitionen vorsahen. Deshalb bete ich zu dieser Versammlung, dass weibliche Mitglieder ernannt werden. Vielleicht werden wir auf diese Weise in den vielen Fragen, die uns und unser Land betreffen, zufriedengestellt. Vielleicht hört sich die Königin die Petitionen an, wenn sie von ihren Māori-Schwestern vorgetragen werden, denn auch sie ist eine Frau.“

Über ihren Antrag wurde nicht entschieden, aber vertagt. Im Jahr 1897 gewannen die Māori-Frauen schließlich das Recht für das Te Kotahitanga-Parlament zu wählen.
Meri Te Tai war in der Māori-Politik und in Fragen der Wohlfahrt aktiv. Auch wenn über ihre Rolle und Aktivitäten in der Te Kotahitanga-Bewegung nicht viel dokumentiert ist, so kann doch angenommen werden, dass sie im Frauenkomitee der Bewegung aktiv war.

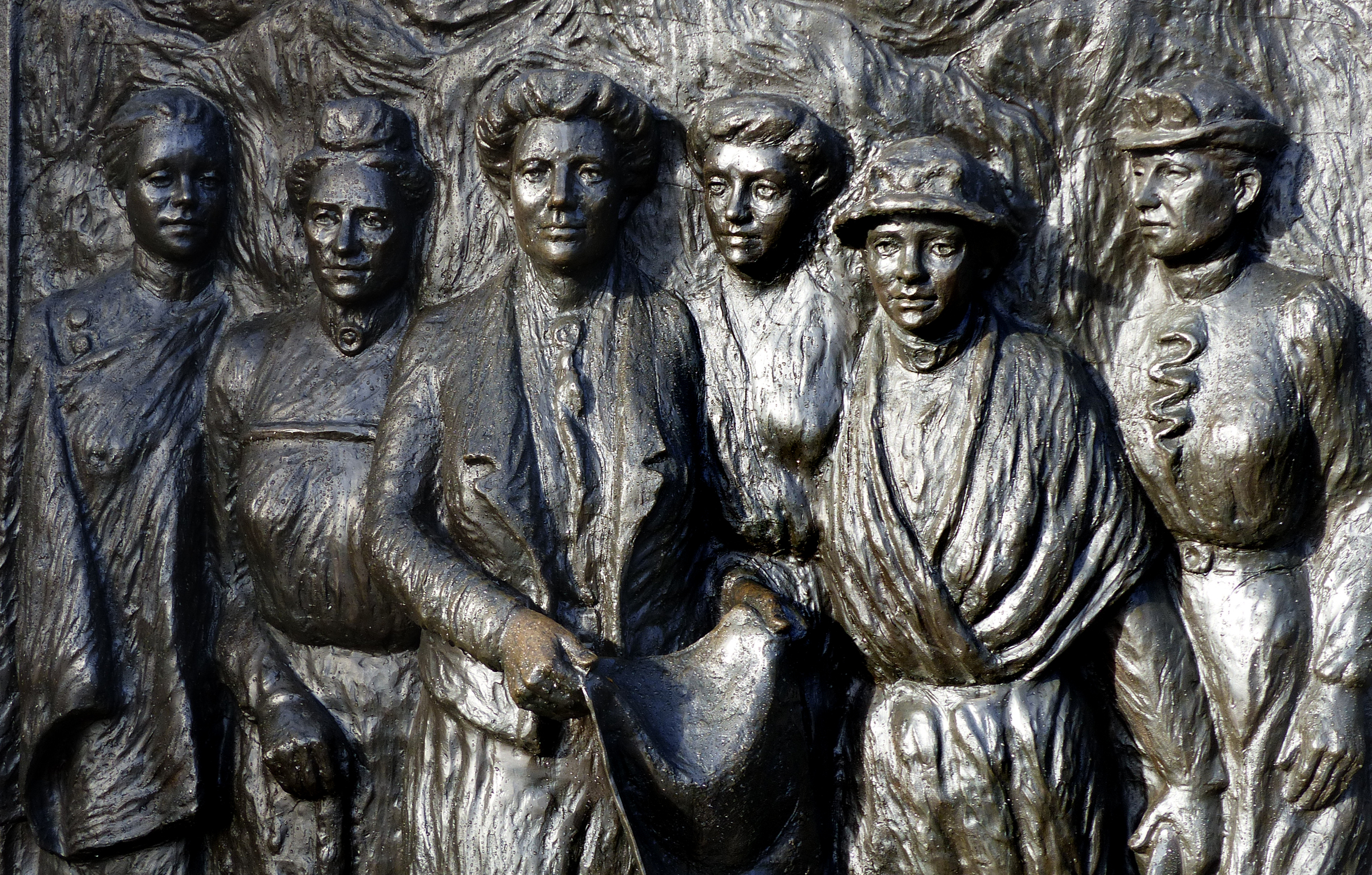
Kate Sheppard National Memorial, Christchurch
Frauen der Suffragetten-Bewegung in Neuseeland: Meri Te Tai Mangakāhia, Amey Daldy, Kate Sheppard, Ada Wells, Harriet Morison, Helen Nicol (von linke nach rechts)

Als ihr Mann im Juni 1918 starb, wurde sie eine der beiden Testamentsvollstrecker und Treuhänder seines Nachlasses und bekam das Recht auf dem Anwesen weiterhin leben zu dürfen. Doch sie kehrte zu ihrem Iwi zurück und ließ sich in Panguru nieder. Dort verstarb sie am 10. Oktober 1920 an einer Grippe und wurde auf dem Pūreirei-Friedhof in Lower Waihou nahe ihres Vaters Grab begraben.